# 학하중앙로
학하중앙로(Hakhajungang-ro)는 대전광역시 유성구 학하동 수통골삼거리 에서 학하동 학하삼거리를 잇는 도로이다.

## 주요 경유지
대전광역시
- 유성구 (학하동)

## 노선
| 이름         | 접속 노선    | 소재지     | 소재지 | 비고 |
| ------------ | ------------ | ---------- | ------ | ---- |
| 수통골삼거리 | 동서대로     | 대전광역시 | 유성구 |      |
| 당산네거리   | 학하서로     | 대전광역시 | 유성구 |      |
| 화산제4교    |              | 대전광역시 | 유성구 |      |
| 학산네거리   | 학하로       | 대전광역시 | 유성구 |      |
| 호산네거리   | 학하복용서로 | 대전광역시 | 유성구 |      |
| 학무정네거리 | 학하복용로   | 대전광역시 | 유성구 |      |
| 학산삼거리   | 진잠옛로     | 대전광역시 | 유성구 |      |

## 주요 시설및 건물
- 롯데리아 대전한밭대점 (학하중앙로  6/덕명동 592-1)
- 뚜레쥬르 대전한밭대점 (학하중앙로 15/덕명동 591-8)
- 세븐일레븐 대전리빙포레점 (학하중앙로 99/계산동 722)
- 투썸플레이스 대전학하점 (학하중앙로 135/학하동 718-14)
- 농협 진잠농협 학하지점 (학하중앙로 143/학하동 718-7)
- 한국타이어 학하점 (학하중앙로 203/학하동 768-12)